# Телекл
Телекл (дав.-гр. Τήλεκλος; д/н — бл. 740 до н. е.) — цар Спарти в близько 760 — 740 років до н. е. (за іншими хронологіями — 860—820 або 826—786 чи 800—764 роки до н. е.). Його вислови приводить Плутарх.

## Життєпис
Походив з династії Агіадів. Син царя Архелая I. Згідно Павсанія панував близько 20 років, Євсевія Кесарійського — 40 років. Ймовірно виявляв більше ініціативності в політичних та військових справах між його співцар Нікандр.
У його правління спартанці воювали проти союзу ахейських міст Амікли, Фари і Геронтри. Успіхи спартанці та дипломатія змусили мешканців останніх двох міст погодилися залишити Пелопоннес, що свідчить про неповноцінну поразку. Амікли боролися до останнього, а після захоплення усіх мешканців міста було продано у рабство.
Телекл біля Мессенської затоки вивів спартанські колонії в Пойессу, Ехайї і Трагі. Саме з цього часу починається наступ на Мессенію. За спартанської версії, Телекла було вбито мессенцями в храмі Артеміди Лімнатіди. За цим мессенці згвалтували спартанських дівчат, які з'явилися на свято, що пізніше стало причиною Мессенських війн. Згідно з мессенською версією, Телекл одягнув молодих спартанців в дівочу одяг і хотів напасти на мессенських аристократів, але мессенці перебили їх усіх разом з Телеклом. З огляду на загальну агресивну політику царя остання версія видається більш слушною. В Спарті Телеклу було поставлено Героон (святилище, присвячене герою).
Йому спадкував син Алкмен.